# Ilyarachna
Ilyarachna är ett släkte av kräftdjur som beskrevs av Georg Ossian Sars 1870. Ilyarachna ingår i familjen Munnopsidae.

## Dottertaxa tillIlyarachna, i alfabetisk ordning[1][2]
- Ilyarachna acarina
- Ilyarachna affinis
- Ilyarachna antarctica
- Ilyarachna armata
- Ilyarachna bergendahli
- Ilyarachna calva
- Ilyarachna crassiceps
- Ilyarachna crozetensis
- Ilyarachna defecta
- Ilyarachna derjugini
- Ilyarachna frami
- Ilyarachna hirticeps
- Ilyarachna kermadecensis
- Ilyarachna kurilensis
- Ilyarachna kussakini
- Ilyarachna longicornis
- Ilyarachna longipes
- Ilyarachna mediorientalis
- Ilyarachna nodifronoides
- Ilyarachna nordenstami
- Ilyarachna pervica
- Ilyarachna plana
- Ilyarachna polita
- Ilyarachna profunda
- Ilyarachna propinqua
- Ilyarachna scabra
- Ilyarachna scotia
- Ilyarachna spinosissima
- Ilyarachna torleivi
- Ilyarachna triangulata
- Ilyarachna tuberculata
- Ilyarachna una
- Ilyarachna vemae
- Ilyarachna venusta
- Ilyarachna wolffi
- Ilyarachna zachsi